# Tenedos hirsutus
Tenedos hirsutus là một loài nhện trong họ Zodariidae.
Loài này thuộc chi Tenedos. Tenedos hirsutus được Cândido Firmino de Mello-Leitão miêu tả năm 1941.